# Wullschlaegelia
Wullschlaegelia là một chi phong lan, (họ Orchidaceae), bao gồm 2 loài ở quần đảo Caribê.
Chi được đặt tên theo nhà thực vật học Heinrich Wullschlägel.

## Các loài
- Wullschlaegelia aphylla
- Wullschlaegelia calcarata

 Tư liệu liên quan tới Wullschlaegelia tại Wikimedia Commons